# Les Bergeronnes
Les Bergeronnes är en kommun i provinsen Québec i Kanada. Den ligger i regionen Côte-Nord, i den östra delen av landet, 600 km nordost om huvudstaden Ottawa. Kommunen bildades 1999 genom sammanslagning av bykommunen Grandes-Bergeronnes och kantonen Bergeronnes.